# Conseil d’orientation pour la prévention des risques naturels majeurs
Le Conseil d’orientation pour la prévention des risques naturels majeurs (COPRNM) est une commission consultative rattachée au ministre chargé de l'écologie et du développement durable. Il est chargé d’émettre des avis et de faire des propositions en matière de prévention des risques naturels, sur les actions et politiques publiques qui concourent à la réduction de la vulnérabilité aux catastrophes naturelles. C’est un lieu de concertation, d’orientation, de conseil et d’arbitrage, composé d’élus, d’experts et professionnels, de représentants de la société civile et des services de l’Etat.
Le COPRNM a été créé le 1er aout 2003 par décret codifié aux articles R565-8 à R565-13 du code de l'environnement. Il remplace le Comité Interministériel de Prévention des Risques Naturels Majeurs (CIPRNM) lui-même créé en 2001.
Le secrétariat du COPRNM est assuré par le délégué aux risques majeurs et il se réunit au moins une fois par an et autant que de besoin.

## Missions
Le conseil d'orientation donne des avis et fait des propositions en matière de prévention des risques naturels, en particulier dans les domaines suivants :
1. L'amélioration de la connaissance des risques, le renforcement de leur surveillance et de leur prévision, ainsi que le développement de l'information préventive sur les risques ;
2. Le renforcement de la prise en compte des risques dans l'utilisation des sols et dans la construction ainsi que la réduction de la vulnérabilité des personnes et des biens face aux aléas, notamment par le développement des plans et des travaux de prévention des risques naturels ;
3. Le développement des méthodes d'analyse et d'expertise dans le domaine du risque naturel, notamment par des méthodes de retour d'expérience, pour tirer les leçons des catastrophes occasionnées par la survenance des aléas et le renforcement des recherches dans le domaine de la prévention des risques naturels majeurs ;
4. Les mesures d'intervention soutenues par le fonds de prévention des risques naturels majeurs. Il est informé des opérations menées par le fonds.

Dans ces domaines, il peut proposer à l'Office parlementaire d'évaluation des choix scientifiques et technologiques de s'associer à ses travaux.
Le COPRNM est consulté également sur la gestion du fonds de prévention des risques naturels majeurs ("fond Barnier").
Il peut être consulté sur la gestion du fonds par les ministres chargés de la prévention des risques naturels majeurs, de la sécurité civile et de l'économie.
Le COPRNM peut également se saisir de sujets d’actualités relatifs aux risques majeurs.

## Membres
Le conseil d'orientation pour la prévention des risques naturels majeurs comprend  :
1. Des élus : six titulaires de mandats locaux, trois sénateurs, trois députés
2. Des directeurs d'administration ou leur représentant ;
3. Le secrétaire général de la défense et de la sécurité nationale ou son représentant ;
4. Le président du conseil d'administration de la caisse centrale de réassurance ou son représentant  et deux représentants des entreprises d'assurance ;
5. Dix personnalités qualifiées ou scientifiques dans les domaines de compétence du conseil.

### Liste des présidents et des vice-présidents
Le président du Conseil d'orientation pour la prévention des risques naturels majeurs est nommé par arrêté du ministre chargé de la prévention des risques naturels majeurs parmi les membres de ce conseil.
- Denis Thuriot : a pris ses fonctions le 16 novembre 2019 [5]
- Christian Kert : 2009 - 2019

Le vice-président est depuis 2019 Jean-Michel Lair, conseiller maître à la Cour des comptes.